# Kōchi United SC
Der Kōchi United Sports Club (jap. 高知ユナイテッドスポーツクラブ, Kōchi United SC) ist ein japanischer Fußballverein aus Kōchi in der Präfektur Kōchi. Der Verein spielt ab 2025 in der dritten Liga.

## Erfolge
- Japan Football League

2. Platz: 2024
- Shikoku Soccer League

1. Platz: 2017, 2018, 2019
2. Platz: 2016

## Stadion
Der Verein trägt seine Heimspiele im Kochi Haruno Athletic Stadium (jap. 高知県立春野総合運動公園陸上競技場) in Haruno in der Präfektur Kōchi aus. Das Stadion hat ein Fassungsvermögen von 25.000 Zuschauern.
Koordinaten: 33° 30′ 40″ N, 133° 30′ 10″ O

## Spieler
Stand: April 2022
| Nr. |            | Position | Name             |
| --- | ---------- | -------- | ---------------- |
| 1   | Australien | TW       | Tando Velaphi    |
| 2   | Japan      | MF       | Kento Nakamasu   |
| 3   | Japan      | AB       | Shōta Fujisaki   |
| 4   | Japan      | AB       | Ryōta Okada      |
| 5   | Japan      | AB       | Mizuki Aiba      |
| 6   | Japan      | MF       | Kōsei Tajiri     |
| 7   | Japan      | ST       | Kakeru Higuchi   |
| 8   | Japan      | ST       | Yuta Nishimura   |
| 9   | Japan      | ST       | Kaima Akahoshi   |
| 10  | Japan      | MF       | Tsubasa Yokotake |
| 11  | Japan      | ST       | Koji Nishimura   |
| 13  | Japan      | MF       | Fuyuto Kanai     |
| 14  | Japan      | MF       | Junya Kurihara   |
| 15  | Japan      | ST       | Masaki Shintani  |

| Nr. |           | Position | Name            |
| --- | --------- | -------- | --------------- |
| 16  | Japan     | AB       | Daisuke Inazumi |
| 17  | Japan     | MF       | Shoma Tanaka    |
| 18  | Korea Sud | MF       | Yu Yong-hyeon   |
| 19  | Japan     | MF       | Kaito Hosoyama  |
| 20  | Japan     | MF       | Hiroka Mutsuki  |
| 21  | Japan     | AB       | Yūki Fukai      |
| 23  | Japan     | AB       | Haruki Yoshida  |
| 25  | Japan     | MF       | Daisuke Okada   |
| 26  | Japan     | AB       | Eichi Nakata    |
| 28  | Japan     | MF       | Kyōya Yamada    |
| 29  | Japan     | AB       | Haruto Kawamai  |
| 30  | Japan     | TW       | Seiya Inoue     |
| 31  | Japan     | TW       | Ryō Hasegawa    |

## Trainer
Stand: März 2025
| Trainer            | Nation | von             | bis               |
| ------------------ | ------ | --------------- | ----------------- |
| Akihiro Nishimura  | Japan  | 1. Februar 2016 | 31. Dezember 2016 |
| Takefumi Otani     | Japan  | 1. Februar 2017 | 31. Januar 2020   |
| Akihiro Nishimura  | Japan  | 1. Februar 2020 | 31. Januar 2022   |
| Takafumi Yoshimoto | Japan  | 1. Februar 2022 | 31. Januar 2025   |
| Yutaka Akita       | Japan  | 1. Februar 2025 |                   |

## Saisonplatzierung
| Saison | Liga                  | Platz | Kaiserpokal  |
| ------ | --------------------- | ----- | ------------ |
| 2016   | Shikoku Soccer League | 2.    | 1. Runde     |
| 2017   | Shikoku Soccer League | 1.    | 1. Runde     |
| 2018   | Shikoku Soccer League | 1.    | 2. Runde     |
| 2019   | Shikoku Soccer League | 1. ▲  | 2. Runde     |
| 2020   | Japan Football League | 14.   | 4. Runde     |
| 2021   | Japan Football League | 13.   | 2. Runde     |
| 2022   | Japan Football League | 11.   | 2. Runde     |
| 2023   | Japan Football League | 7.    | Achtelfinale |
| 2024   | Japan Football League | 2. ▲  | 2. Runde     |
| 2025   | J3 League             |       |              |